# Alessandro Costantini
Alessandro Costantini, detto il Cavaliere Costantini (Staffolo, 1581-1583 circa – Roma, 20 ottobre 1657), è stato un organista e compositore italiano, fratello di Fabio Costantini, prozio di Vincenzo Albrici.

## Biografia
Alessandro Costantini e il fratello Fabio nacquero a Staffolo, in provincia di Ancona. Alessandro fu un valente organista e compositore, formatosi ancora fanciullo sotto la guida di Giovanni Bernardino Nanino.
A Roma fu organista dapprima a S. Maria in Trastevere (da gennaio a settembre 1602) e a S. Giovanni dei Fiorentini (15 aprile 1604 - 1616); fu inoltre maestro di cappella in due seminari gesuiti: il Collegio Germanico (novembre 1620 - 24 marzo 1621), e il Seminario Romano (1622-1627); ebbe successivamente lo stesso incarico presso la Santa Casa di Loreto tra il 1630 e il 1632. Come organista lavorò ancora per le maggiori istituzioni romane, tra cui S. Luigi dei Francesi e S. Maria Maggiore.
Ulteriore attività musicale di Alessandro Cavalier Costantino è documentata negli anni tra l'aprile 1624 e marzo 1627 a Roma, dove compose tre oratori per l'Oratorio del Crocifisso.
A San Pietro in Vaticano fu supplente organista, posto vacante dalla morte di Ercole Pasquini; non ottenne tuttavia l'incarico definitivo per due soli voti, poiché gli fu preferito Girolamo Frescobaldi. Solo alla morte di questi ne prese finalmente il posto, il 15 marzo 1643, ove rimase per tutto il resto della vita. Nel periodo di supplenza a S. Pietro, fu anche responsabile per le feste musicali organizzate a S. Giacomo degli Schiavoni.
Nel 1651 fu nominato ‘guardiano’ degli organisti della Congregazione dei Musici di Roma.
Le sue composizioni sono prevalentemente in stile concertato, come era in voga a Roma all'epoca, con una spiccata preferenza per le forme dialogiche.
Morì a Roma il 20 o 21 ottobre 1657.

## Opere
Alessandro Costantini è considerato, assieme a Fabrizio Fontana, Ercole Bernabei e Bernardo Pasquini, uno dei maggiori rappresentanti della scuola organistica romana che stava indirizzandosi verso forme aggiornate alle esigenze compositive del nuovo genere monodico.
Giuseppe Baini lo incluse tra i primissimi compositori che adottarono una scrittura musicale comprendente «le crome, le semicrome, e le fuse».

### Composizioni sacre
- Motecta singulis, binis, ternisq. vocibus, cum Basso ad Organum concinenda: liber primus / auctore Alexandro Constantino romano S. Joannis Florentinorum capellae moderatore, et organista, Bartolomeo Zannetti, Roma, 1616;
- 13 mottetti in 16143, 16151, 16161, 16183, 16201, 16211, 16213, 16392;
- 3 composizioni, in Fabio Costantini: Salmi, Magnificat et motetti, op. 6 (Orvieto, 1621), e Salmi, himni et Magnificat, op. 11 (Venezia, 1630)

### Composizioni profane
- Componimenti musicali: opera terza del cavalier Alessandro Costantini, Giovanni Battista Robletti, Roma, 1626
- 14 composizioni in 162114, 162115, 162210, 162211